# Aeroporto de Bodoquena
O Aeroporto de Bodoquena - Estrela Dalva (ICAO: SSBB) é um aeroporto brasileiro localizado no município de Bodoquena em Mato Grosso do Sul. Situado a 215 quilômetros da capital Campo Grande.